# Paolo Silveri

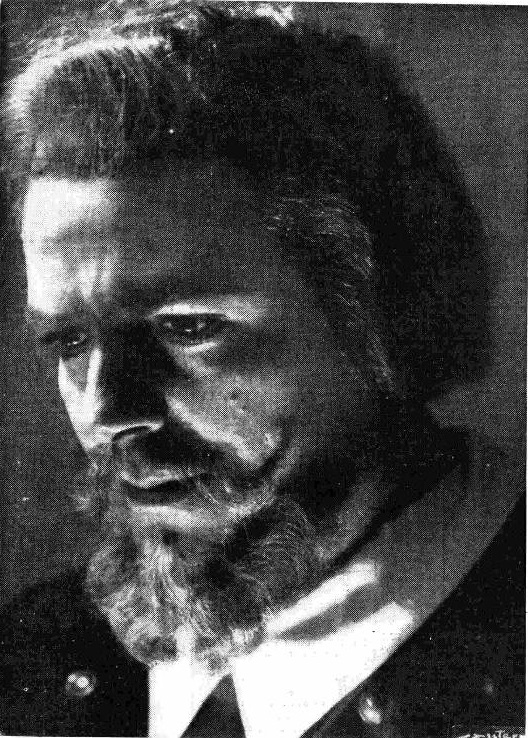
Paolo Silveri

Paolo Silveri (* 28. Dezember 1913 in Ofena; † 3. Juli 2001 in Rom) war ein italienischer Opernsänger (Bariton) und Gesangspädagoge.

## Leben
Silveri begann seine Gesangsausbildung bei Don Diego, einem Franziskaner aus Capestrano und ging dann nach Rom, wo er bei Luigi Perugini studierte. 1933 wurde er zum Militärdienst einberufen. Wegen einer Verwundung entlassen, setzte er seine Ausbildung bei Perugini fort und studierte an der Accademia di Santa Cecilia bei Riccardo Stracciari. 1939 debütierte er halbprofessionell am Teatro dell’Opera di Roma als „Hans Schwarz“ in Die Meistersinger von Nürnberg. Mit Unterstützung von Nazzareno De Angelis konnte er seine Ausbildung an der Accademia di Santa Cecilia fortsetzen. Auf Anraten von Beniamino Gigli wechselte er 1943 vom Bass- zum Baritonfach und debütierte im Folgejahr am Teatro dell’Opera als „Germont“ in La traviata.
In den Folgejahren trat er vor allem in Theatern Süditaliens in Opern wie Il trovatore, Rigoletto, Der Barbier von Sevilla, La Wally, Tosca und Pagliacci auf. Mit dem Ensemble des Teatro San Carlo in Neapel gastierte er 1946 an der Covent Garden Opera, wo er im Folgejahr in der ersten englischsprachigen Aufführung von Rigoletto auftrat. Am Teatro alla Scala debütierte er 1949 als Vertretung für den erkrankten Gino Bechi in Il Trovatore. Er gehörte dem Ensemble der Oper bis 1955 an und spielte u. a. in Faust, I puritani, Otello, Carmen, Andrea Chénier und Lucia di Lammermoor.
An der New Yorker Metropolitan Opera debütierte Silveri 1950 unter der Leitung von Fritz Reiner als Don Giovanni und hatte so großen Erfolg, dass er einen Vertrag für die folgenden drei Saisons erhielt. 1959 sang er in Dublin mit Otello zum einzigen Mal eine Tenorrolle. Neben seinen Bühnenauftritten sang Silveri mehrere Gesamtaufnahmen von Opern auf Schallplatte, darunter La traviata, Don Carlo, Nabucco, Simone Boccanegra, L’Arlésienne, Tosca und La Gioconda (mit Maria Callas). 1967 zog er sich von der Opernbühne zurück und unterrichtete dann an der Accademia di Santa Cecilia in Rom und an der Royal Academy of Music in London.